# Ascidia sulca
Ascidia sulca is een zakpijpensoort uit de familie van de Ascidiidae. De wetenschappelijke naam van de soort is voor het eerst geldig gepubliceerd in 1991 door Claude Monniot.